# VoLTE
Pour les articles homonymes, voir Volte (homonymie).

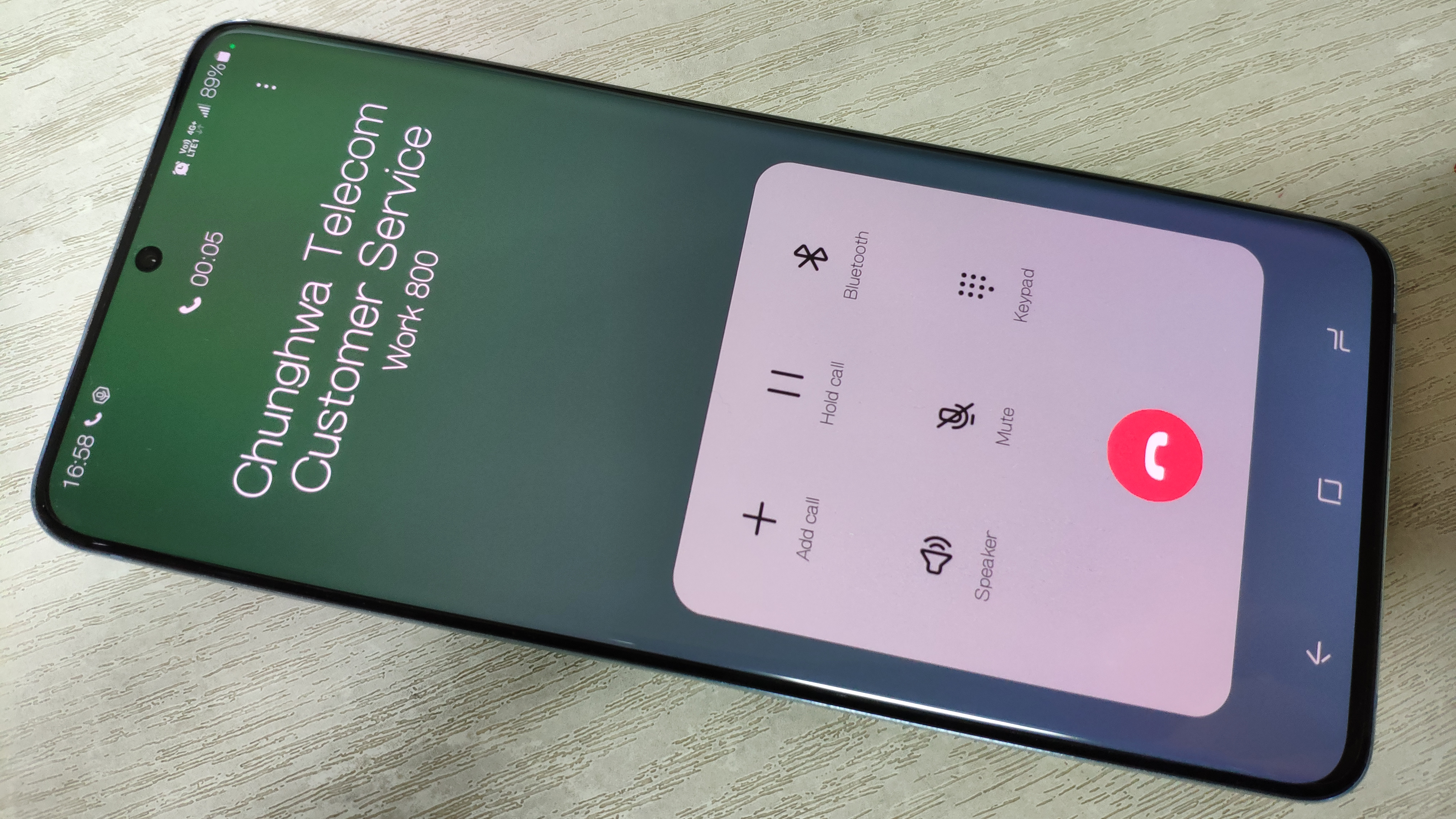
Passage d'un appel via VoLTE sur un smartphone Samsung.

La VoLTE (acronyme de Voice over LTE, « voix sur LTE »), parfois dénommée appels 4G, est une technique de transport de la voix et de messages courts (SMS/MMS) sur les réseaux de téléphonie mobile exploitant exclusivement la commutation par paquet, c'est-à-dire la 4G LTE et la 4G+. Le codage de la voix est de type « voix sur IP » (VoIP), mais il est optimisé pour la téléphonie mobile ; celui des messages est de type « SMS sur IP » (SMSoIP). VoLTE et SMSoIP sont normalisés par le consortium GSMA dans la norme PRD IR.92 intitulée « Profil IMS pour la voix et les SMS ».
La VoLTE ne nécessite pas l'installation d'une application spécifique, elle est prise en charge, le cas échéant, par le firmware du mobile. Elle utilise l’architecture IP Multimedia Subsystem (IMS) et le protocole SIP, pour l’établissement des appels et le transport de la voix et des messages dans les cœurs de réseau. L’établissement des appels (numérotation), le transport de la voix et le transport des messages courts sur le réseau LTE utilisent un profil IMS spécifique qui garantit une priorité plus élevée (une meilleure qualité de service) pour les flux vocaux et les messages courts. Cette architecture permet le transport des communications vocales (plan de contrôle et voix) et des SMS sous forme de flux IP semblables aux autres flux de données (Internet, vidéos, images…) déjà transportés sur les réseaux LTE et LTE Advanced.
La voix sur LTE bénéficie des performances élevées du LTE, qui offre environ trois à cinq fois plus de bande passante que les réseaux 3G UMTS ; elle permet d'établir et de recevoir des appels téléphoniques plus rapidement (2 à 3 s) qu'avec les techniques précédentes. La VoLTE permet aussi de préserver la bande passante radio et de diminuer la latence par rapport aux autres techniques de « voix sur IP » car les en-têtes des paquets VoLTE sont, grâce à la technique de compression RoHC, considérablement plus petits (2 à 3 octets contre 40) que les en-têtes IP standards utilisés par les solutions concurrentes et moins optimisées de VoIP (ex. : Skype, Viber, Libon).
Le numéro utilisé pour les appels émis et reçus ou les messages est le numéro de téléphone standard attribué à l'abonné par son opérateur de réseau mobile. La facturation des appels est la même que pour les appels sur circuit commuté (2G/3G). La facturation des messages est la même que sur circuit commuté si le terminal n’utilise pas la messagerie enrichie RCS. Dans le cas contraire, les messages enrichis sont facturés comme des données.

## Historique
En 2010, le nouveau réseau 4G défini par les normes 3GPP LTE et LTE Advanced releases 10 et 11 est entièrement basé sur la commutation par paquet, comme Internet, alors que la voix sur mobile et les SMS reposent toujours sur des circuits commutés à l’instar de la téléphonie fixe traditionnelle. Cela a obligé le 3GPP à créer une technique de repli des terminaux mobiles vers les réseaux 2G/3G appelée CSFB (Circuit Switch FallBack). Pour éviter cela, le GSMA bâtit donc à partir de 2010 une norme IR.92 qui permet de transporter la voix et les messages courts sous IP. La norme sera finalisée en 2019 sous le nom de « IMS Profile for Voice and SMS » et reste optionnelle pour les opérateurs et les fabricants de terminaux.
En mai 2014, l’opérateur singapourien Singapore Telecommunications a lancé la première offre commerciale au monde d’un service VoLTE à Singapour, dans un premier temps uniquement disponible avec les Samsung Galaxy Note 3.
Également en mai 2014, aux États-Unis, l’opérateur AT&T annonce l’ouverture d’un service expérimental de VoLTE sur son réseau 4G/LTE, le 23 mai 2014, dans 4 villes américaines dont Chicago. Ce service était disponible lors de son démarrage sur les smartphones Galaxy S4 Mini, il a ensuite été étendu à d'autres modèles et à l'ensemble du réseau mobile d'AT&T ; le service VoLTE a, fin 2015, 27 millions d'utilisateurs aux États-Unis.
En juin 2014, l’opérateur coréen KT a présenté le premier service d'itinérance transfrontalière, basé sur la voix sur LTE. L'opérateur sud-coréen travaille en partenariat avec China Mobile pour développer l’itinérance des services VoLTE.
En octobre 2014, China Mobile, KPN et iBasis ont annoncé qu'ils ont mis en œuvre avec succès la première itinérance internationale VoLTE entre des opérateurs mobiles ; l’interconnexion des réseaux est basée sur l’architecture IMS avec un système de routage IP entre les réseaux des 3 opérateurs.
En Suisse, Swisscom lance en juin 2015 un service VoLTE sous le nom Advanced Calling.
En novembre 2015, 30 opérateurs mobiles dans le monde ont ouvert un service de voix sur LTE. Trois opérateurs mobiles français avaient annoncé vouloir ouvrir un service VoLTE, au deuxième semestre 2015.

## Lancements en France
Le 25 novembre 2015, Bouygues Telecom annonce le lancement de son service VoLTE, dans un premier temps réservé aux clients possédant un Samsung Galaxy S6 ou S6 edge, devenant ainsi le premier opérateur français à proposer ce service.
Le 9 décembre 2015, Bouygues Telecom étend son service VoLTE aux iPhone 6 et 6 Plus d'Apple équipés de iOS 9.2 ou de versions ultérieures.
Le 23 février 2016, Orange annonce le début du déploiement progressif de la VoLTE associé à la voix sur Wi-Fi (VoWiFi) sur les réseaux mobiles 4G de ses filiales européennes. Pour toutes nouvelles souscriptions ou modifications de numéro de téléphone, 48h sont nécessaires pour que les services VoLTE et VoWiFi soient activés.
Le 18 novembre 2021, Free Mobile annonce le déploiement progressif de son service VoLTE pour tous ses clients mobile dans le courant de l'année 2022. Le service n'était au départ pas disponible pour les clients disposant d'un forfait 2€ et Série limitée Free, uniquement avec les forfaits Free Pro et Forfaits illimité Free. Néanmoins, l'opérateur a ouvert progressivement la disponibilité de ses services VoLTE et VoWiFi dans ses forfaits Série Free et Veepee.

## Dysfonctionnements rencontrés
De nombreux abonnés ont fait part de leur expérience client sur la VoLTE et la VoWiFi : en France, Orange et Free mobile afficheraient des problèmes d'intégration de la VoLTE et de la VoWiFi. Pour l'opérateur historique, c'est notamment en raison d'un filtrage de l'IMEI effectué à chaque mise à jour du réseau, qui a pour conséquence d'exclure certains terminaux normalement compatibles. Des internautes remarquent qu'appeler le service de leur opérateur permet de remédier à ce problème, mais cela doit être effectué régulièrement. Quant à Free Mobile, c'est surtout en raison de son long retard sur le déploiement de la technologie VoLTE, que de nombreux terminaux, non mis à jour par leur constructeur, se trouvent privés de service VoWiFi et VoLTE.
Il peut être noté que différents fabricants d'appareils grand public ont été pendant plusieurs années critiqués par les internautes, notamment pour l'absence de mise à jour du fichier "mfcg_sw.mbn", coeur du "profil Volte", rarement mis à jour par les fabricants. Ce manque de suivi logiciel a pu donner lieu à plusieurs pétitions, démontrant les plaintes utilisateurs multiples à l'absence de suivi de ces appareils par les industriels.
Il est à prévoir, également, que les réseaux NR (5G) aient exactement le même fonctionnement (et aléas d'intégration), avec l'implémentation de la VoNR (voix sur 5G)

## Cas particulier: les États-Unis
Il est indispensable, pour les français, européens ou toute personne se rendant aux États-Unis, de préparer leur voyage en anticipant l'absence de 2G et de 3G : les opérateurs AT&T et Verizon ont choisi de progressivement couper leurs réseaux GSM (2G) et UMTS/HSPA (3G)en 2022. Seul T-Mobile (ayant absorbé Sprint) propose un sursis pour la 2G jusqu'au printemps 2024. Cette fin de service a surpris de nombreux touristes, ainsi que les fabricants d'équipements professionnels et industriels, en plus d'inquiéter les associations responsables des numéros d'urgence.
Toute personne voyageant aux USA est supposée avoir un téléphone compatible VoLTE, à défaut elle ne pourra pas passer la moindre communication ni le moindre appel téléphonique, services d'urgences inclus. C'est pourquoi les différents opérateurs ont pris la mesure du problème en décidant d'accompagner leurs abonnés, avec une page dédiée sur les précautions à prendre.

## Autres pays du monde
La Suisse a mis fin à sa 2G en 2022.
Le Royaume Uni a coupé sa 3G à la même époque, conservant sa 2G pour les appareils anciens.

## Fonctionnement
Bien qu'il n'y ait aucune obligation légale aux opérateurs à fournir un service VoLTE ou VoWifi, leur implémentation a pris jusqu'à plus de dix ans, en fonction des opérateurs, et des fabricants d'appareils mobiles.
Les applications complémentaires, telles les services iMessage, Whatsapp ou RCS, restent une surcouche applicative totalement indépendante de l'opérateur de services mobiles.

### Intégration
Avec la 2G et la 3G, la norme imposait aux opérateurs de s'adapter, au travers des équipements fournis par l'industrie des télécoms (Alcatel, Nokia, Huawei..), afin que l'abonné final dispose des services voix, SMS et données (Internet/MMS) fonctionnels, peu importe l'appareil utilisé. Seules les données cellulaires (data : internet et MMS) devaient être configurées au travers du principe des APN, paramétrables par l'abonné selon les informations que lui fournit son opérateur. Les équipementiers et opérateurs devaient donc s'adapter pour rendre interopérables les services de leurs abonnés, en plus des interconnexions locales et internationales. Avec la VoLTE, le schéma de fonctionnement pour la voix est inversé : ce service est considéré comme une surcouche de voix sur IP, et exige donc les éléments suivants :
- que l'opérateur propose la VoLTE sur son réseau, et que l'abonné y soit éligible ;
- que l'opérateur ait transmis les informations de configuration VoLTE (appelé "profil VoLTE") de ses services, aux différents fabricants de terminaux LTE ;
- que les fabricants de téléphones LTE ajoutent le profil VoLTE de l'opérateur (et des autres dans le monde) en intégrant la configuration dans chacun de ses modèles, en déployant une mise à jour sur l'appareil[30].

Depuis 2018, la plupart des téléphones 4G vendus dans le commerce sont compatibles VoLTE chez les opérateurs français, bien que des difficultés techniques, notamment de validation du modèle par IMEI, soient encore perceptibles chez certains opérateurs comme Orange. Pour d'autres, le retard de mise en service peut avoir des conséquences plus problématiques : l'opérateur Free Mobile a par exemple lancé sa VoLTE en fin d'année 2021, ce qui rend tous les téléphones sortis jusqu'à cette année là non compatibles, les fabricants refusant de les mettre à jour. Cette mise à jour du profil VoLTE n'étant pas disponible pour tous les processeurs des terminaux LTE.

### Astuce pour les appareils non compatibles VoLTE, ou VoWifi
Il est possible de passer des communications par Voix sur IP en utilisant gratuitement un compte utilisateur chez un fournisseur de services de Téléphonie sur IP, via les passerelles. Ils sont généralement gratuits pour recevoir des appels, un peu comme pour Skype, mais résident dans une différence notable : ils sont généralement connectés aux passerelles du réseau téléphonique classique (PSTN) vers les usagers VoIP, via le protocole SIP. Ainsi, via l'internet mobile ou le wifi, il est possible, pour un appelant utilisant une ligne classique (téléphone fixe, portable ou smartphone) de joindre, via les passerelles, des utilisateurs des services VoIP, de manière gratuite, peu importe où se situe le correspondant dans le monde, via sa connexion internet.

### La voix sur IP
Lorsque l'usage de la norme VoLTE n’est pas compatible avec le réseau mobile utilisé ou avec le téléphone, les appels vocaux basculent sur le réseau 3G (ou 2G) de l'opérateur mobile, en utilisant la technique « CSFB » (Circuit Switch FallBack) qui implique une interruption temporaire de la connexion 4G pendant la durée de l’appel vocal ; la VoLTE permet de garder active la connexion au réseau 4G ou 5G et les flux de données associés, pendant la communication téléphonique ; elle permet aussi un établissement d’appel plus rapide et la réception plus rapide d'un appel téléphonique entrant (le terminal n'a pas besoin de se connecter au réseau 2G ou 3G de l'opérateur).
La généralisation de la voix sur LTE permettra à terme de supprimer la dépendance des réseaux 4G et 5G aux réseaux mobiles historiques à commutation de circuits 2G/3G qui sont actuellement (en 2021) encore largement utilisés pour les appels vocaux sur les réseaux mobiles.
Dans la phase intermédiaire, dans laquelle 2 ou 3 générations de réseaux mobiles cohabitent, une fonction dite SRVCC (Single Radio Voice Continuity Call) doit être utilisée par les eNode B et les terminaux mobiles pour que la communication voix ne soit pas interrompue en cas de handover. Quand un abonné communicant en VoLTE se déplace vers une cellule radio non couverte en 4G, le protocole SRVCC permet de continuer l’appel sur un réseau 2G ou 3G sans interruption de la communication vocale.
Lorsque le téléphone est compatible et lorsque le réseau LTE dispose d'une architecture IMS incluant le profil IMS pour la voix et les SMS, la voix est transportée via les protocoles IP, SIP et RTP/RTCP.

### Les codecs
Pour assurer la compatibilité avec les autres réseaux mobiles et les téléphones plus anciens, la norme VoLTE impose que les terminaux mobiles soient compatibles avec le codec AMR-NB (à bande étroite) déjà utilisé dans les réseaux GSM et UMTS, mais le codec vocal préconisé pour la VoLTE est le codec large bande « Adaptive Multi-Rate Wideband » (AMR-WB), également connu sous le nom HD Voice. Ce codec est défini par la norme G722.2 de l'UIT.
Alors que les téléphones cellulaires plus anciens utilisaient des codecs vocaux AMR FR ou EFR (enhanced full rate) qui prenaient en compte uniquement les fréquences vocales allant de 300 Hz à 3,4 kHz, le codec AMR-WB quand il est utilisé de « bout-en-bout » permet une bande passante vocale qui s'étend de 50 Hz à 7 kHz (la fréquence d'échantillonnage est de 16 kHz) ; les deux terminaux qui communiquent doivent être équipés de ce codec pour garantir cette qualité vocale.
D'autres codecs peuvent aussi être utilisés ; par exemple, le laboratoire Fraunhofer IIS a proposé et fait une démonstration, dès 2012, de voix « Full-HD » (très haute définition) basée sur la mise en œuvre du codec AAC-ELD (Advanced Audio Coding - Enhanced Low Delay) dans des terminaux LTE. Alors que les services à large bande audio (AMR-WB), proposés sous le nom « HD Voice » dans certains réseaux 3G ou 4G permettent une bande passante de 7 kHz, les codecs VoLTE « AAC-ELD » (Full-HD voice) restituent l'ensemble de la bande passante vocale de 20 Hz à 20 kHz. Le 3GPP, qui est à l’origine des normes LTE, a aussi défini en 2014 un codec « Full-HD » permettant une bande passante de 16 à 20 kHz : le codec EVS (Enhanced Voice Services) qui est aussi connu sous le nom de Ultra HD Voice (voix ultra haute définition).
Pour permettre des appels vocaux en qualité HD voice, Full-HD ou Ultra HD, les téléphones de l'appelant et du destinataire de l’appel doivent contenir les mêmes codecs conformes à ces standards. Les réseaux mobiles où se situent les 2 téléphones mobiles doivent être, tous les deux, compatibles avec la technique VoLTE et être interconnectés par des gateways IP qui ne transcodent pas la voix et qui préservent l'intégrité des flux IP contenant les paquets VoLTE.
Comparée à la voix HD proposée sur certains réseaux mobiles 3G et à certaines technologies propriétaires de voix sur IP (ex. : Skype) qui supportent déjà des codecs « HD voice », la technique VoLTE apporte une faible latence, une gigue limitée et une garantie de débit (QoS) offertes par le LTE et par son cœur de réseau IMS, ce qui contribue à améliorer la qualité perçue et la stabilité des communications vocales VoLTE.

### La messagerie
La norme PRD IR.92 n’impose aucune nouvelle fonctionnalité mais seulement le transport des SMS/MMS sous IP via le protocole SIP vers la passerelle IP-SM-GW, toujours dans le but d’éviter le repli sur les réseaux 2G/3G à commutation de circuits. La passerelle IP-SM-GW de l’IMS permet de transférer les messages aux mobiles non compatibles VoLTE en utilisant le réseau UMTS ou GSM et les anciens protocoles SMS et MMS .
Cependant, l’adoption du protocole RCS de messagerie enrichie par les smartphones Android laisse présager la disparition à terme du transport des messages courts via la VoLTE. En effet, le protocole RCS n’utilise ni les anciens protocoles SMS et MMS de la 2G/3G, ni le protocole SMSoIP de la 4G/5G, mais le transport de données sous IP.